# 尤光被墓
尤光被墓，是位于福建省福州市罗源县松山镇五里村小莲花山东麓的一个明代古墓葬，1986年入选第二批罗源县文物保护单位。
尤光被墓为明万历四年（1576年）进士、官至户部郎中的尤光被安葬处，宽、深均为7米，圹三面砌3层花岗石围屏，从内向外逐层升高，圹宽3米、高5米，圹前立青石制重檐式三间墓碑，建有一座亭，高1.85米，深1.12米，中置墓碑，上刻40字。